# جارد إينغيرسول سينيور
جارد إينغيرسول سينيور (بالإنجليزية: Jared Ingersoll, Sr.)‏ هو محامي أمريكي، ولد في 1722، وتوفي في 1781.